# Delphos (Kansas)
Pour les articles homonymes, voir Delphos.
Delphos est une municipalité américaine située dans le comté d'Ottawa au Kansas.
Lors du recensement de 2010, sa population est de 359 habitants. La municipalité s'étend alors sur une superficie de 0,64 mille carré (1,66 km2), dont 0,02 mille carré (0,05 km2) d'étendues d'eau.
Delphos est fondée vers 1870 et nommée d'après Delphos dans l'Ohio. En grande partie détruite par une tornade en 1879, elle devient une municipalité cinq ans plus tard en 1884.